# ناحیه فیلدون، واتونوان، مینه سوتا
ناحیه فیلدون (به انگلیسی: Fieldon Township) یک منطقهٔ مسکونی در ایالات متحده آمریکا است که در شهرستان واتونون، مینه‌سوتا واقع شده‌است.
 ناحیه فیلدون ۹۲٫۹ کیلومتر مربع مساحت و ۲۴۶ نفر جمعیت دارد و ۳۱۴ متر بالاتر از سطح دریا واقع شده‌است.